# جبات السفلى (إب)

تعديل مصدري - تعديل

جبات السفلى محلة تابعة لقرية جبات، التابعة لعزلة المقاطن بمديرية إب إحدى مديريات محافظة إب في الجمهورية اليمنية.، بلغ تعداد سكانها 43 حسب تعداد اليمن لعام 2004.